# Sarwendah Kusumawardhani
Sarwendah Kusumawardhani Sukiran (* 22. August 1967 in Malang) ist eine ehemalige indonesische Badmintonspielerin.

## Karriere
Sarwendah Kusumawardhanis erster Erfolg war der Sieg bei den Dutch Open 1987 im Dameneinzel. Zwei Jahre später wurde sie Dritte bei den Weltmeisterschaften. 1991 steigerte sie sich  bei der WM auf Platz 2. Bei ihrer einzigen Olympiateilnahme 1992 wurde sie Fünfte.

## Erfolge
| Saison    | Veranstaltung     | Disziplin   | Platz | Name                                       |
| --------- | ----------------- | ----------- | ----- | ------------------------------------------ |
| 1986      | Silver Bowl       | Damendoppel | 1     | Sarwendah Kusumawardhani / Rosiana Tendean |
| 1987      | Dutch Open        | Dameneinzel | 1     | Sarwendah Kusumawardhani                   |
| 1989      | Weltmeisterschaft | Dameneinzel | 3     | Sarwendah Kusumawardhani                   |
| 1991      | China Open        | Dameneinzel | 2     | Sarwendah Kusumawardhani                   |
| 1991      | Malaysia Open     | Dameneinzel | 1     | Sarwendah Kusumawardhani                   |
| 1991      | Dutch Open        | Dameneinzel | 1     | Sarwendah Kusumawardhani                   |
| 1991      | All England       | Dameneinzel | 2     | Sarwendah Kusumawardhani                   |
| 1991      | Weltmeisterschaft | Dameneinzel | 2     | Sarwendah Kusumawardhani                   |
| 1991/1992 | German Open       | Dameneinzel | 2     | Sarwendah Kusumawardhani                   |
| 1992      | Indonesia Open    | Dameneinzel | 2     | Sarwendah Kusumawardhani                   |
| 1992      | Dutch Open        | Dameneinzel | 1     | Sarwendah Kusumawardhani                   |